# Canary Foundation Grand Prix of San Jose 2006
Canary Foundation Grand Prix of San Jose 2006 var den nionde deltävlingen i Champ Car 2006. Racet kördes den 30 juli på San Joses gator. Sébastien Bourdais hittade tillbaka till vinnarformen efter fyra raka race utan vinst. RuSPORT-duon Cristiano da Matta och Justin Wilson blev tvåa respektive trea. Da Mattas andraplats kom bara fyra dagar innan han nästan avled efter att ha kolliderat med en ren på Road America under en testdag. Det som är mest ihågkommet från tävlingen var när Paul Tracy snurrat och tog sig tillbaka upp på banan, och träffade Alex Tagliani. Bägge tvingades bryta, och Tracy skyndade sig iväg. Dock hittade en vansinnig Tagliani upp Tracy och tog tag i honom, varpå Tracy knuffade undan Tagliani. Tracy blev av med sju mästerskapspoäng för incidenterna, och bägge bötfälldes.

## Slutresultat
| Plats | Förare             | Team                | Grid | Kvaltid |
| ----- | ------------------ | ------------------- | ---- | ------- |
| 1     | Sébastien Bourdais | Newman/Haas Racing  | 1    | 48,989  |
| 2     | Cristiano da Matta | RuSPORT             | 4    | 49,659  |
| 3     | Justin Wilson      | RuSPORT             | 12   | 50,341  |
| 4     | Nelson Philippe    | HVM Racing          | 11   | 50,312  |
| 5     | Mario Domínguez    | Dale Coyne Racing   | 10   | 50,215  |
| 6     | Will Power         | Team Australia      | 6    | 49,687  |
| 7     | A.J. Allmendinger  | Forsythe Racing     | 3    | 49,264  |
| 8     | Oriol Servià       | PKV Racing          | 5    | 49,813  |
| 9     | Charles Zwolsman   | Conquest Racing     | 14   | 50,435  |
| 10    | Nicky Pastorelli   | Rocketsports Racing | 17   | 51,628  |
| 11    | Jan Heylen         | Dale Coyne Racing   | 16   | 50,838  |
| 12    | Katherine Legge    | PKV Racing          | 15   | 50,473  |
| 13    | Andrew Ranger      | Conquest Racing     | 8    | 49,962  |
| 14    | Alex Tagliani      | Team Australia      | 13   | 50,373  |
| 15    | Paul Tracy         | Forsythe Racing     | 2    | 49,810  |
| 16    | Dan Clarke         | HVM Racing          | 9    | 50,161  |
| 17    | Bruno Junqueira    | Newman/Haas Racing  | 7    | 49,887  |